# Christopher Ashley
Christopher Ashley (6 luglio 1964) è un regista teatrale e direttore artistico statunitense.

## Biografia
Dopo la laurea a Yale nel 1984, Christopher Ashley studiò regia teatrale e si affermò sul panorama di Broadway a partire dalla fine degli anni novanta. Nel 2000 ottenne un primo successo con un revival di The Rocky Horror Show, per cui fu candidato al Tony Award come regista, e negli anni successivi consolidò la sua reputazione con apprezzati allestimenti dei musical Xanadu (2007) e Memphis (2009). Nel 2017 ottenne il suo successo maggiore come regista di Come From Away, per cui fu premiato con il Tony Award alla miglior regia di un musical. Direttore artistico de La Jolla Playhouse dal 2007, Ashley ha curato allestimenti di musical anche al Kennedy Center di Washington, Dublino e Londra, oltre ad essersi cimentato con la regia cinematografica con il film Jeffrey, di cui aveva diretto la prima teatrale nell'Off Broadway nel 1992.
È dichiaratamente gay.

## Filmografia
- Jeffrey (1995)
- Come From Away (2021)
- Diana (2021)